# 贝尔瓦·迪森格
贝尔瓦·迪森格（Belwar Dissengulp）是角色扮演游戏《龙与地下城》中所设定的一名来自布灵登石城的地底侏儒，最初由R·A·萨尔瓦多在《被遗忘的国度》系列小说中所创造。他是卓尔精灵崔斯特·杜垩登的好友。
在一次到距离魔索布莱城很近的地区采矿时，他率领的采矿队与崔斯特·杜垩登的巡逻队发生了战斗。他抓住了崔斯特，但并没有杀他；随后崔斯特被救援部队解救，崔斯特因为对他的好感，借故把他放了，但是双手还是失去了。
回到布灵登石城后，由于他的卓越表现，被封为荣勋探矿团长。在失去的双手上，由地底侏儒在他的左臂镶上了鹤嘴锹，右臂镶上了战锤。
在崔斯特被逐出布灵登石城后，贝尔瓦陪同他一起在幽暗地域冒险。